# 장 푸케
장 푸케(Jean Fouquet, 1420년 ~ 1481년)는 르네상스 시기에 활동한 프랑스의 화가이다. 랭부르 형제의 계보로부터, 투르에서 출생하여 그곳과 브뤼주에서 제작 활동을 한 푸케가 나타나 중세 말기의 프랑스 회화를 완결하였다.
파리에서 그림 공부를 했으나 플랑드르로부터 직접 배운 것은 없었다. 또 이탈리아에 체재(1443∼1447)하기도 했으나, 그가 그린 <샤를 7세>나 <에티엔 슈발리에>에서 볼 수 있는 명확한 선과 명석한 색조와 정대(靜大)한 정취는 고딕 정신의 연장이며 프랑스 독자적인 감성의 싹을 느끼게 한다. <성모자>에 담긴 기하학적인 형태의 바닥에서 나오는 조용한 인간 감정은 당시의 플랑드르에서나 이탈리아의 미술에도 없었던 것이었다.
현실의 풍경을 화면에 받아들여 실재하는 건물을 묘사하고 풍속을 그리며, 초상에 있어서도 개성적인 특징을 재현하는 푸케의 작품은 15세기 말부터 16세기에 걸쳐 장 부르디숑(Jean Bourdichon)과 물랭의 화가들에게 계승되었다. 후자에 속하는 오탄에 있는 <그리스도 강탄(降誕)>은 고딕 미술의 내부에서 자라온 자연주의와 인간주의의 훌륭한 성숙을 보여주고 있다.